# Vai: Piano Reductions, Vol. 2
"Vai - Piano Reductions, Vol. 2: Performed by Miho Arai", ou simplesmente "Vai - Piano Reductions, Vol. 2", é o segundo álbum musical da série de reduções para piano das músicas compostas pelo guitarrista virtuoso estadunidense Steve Vai, e produzidas pelo mesmo. Diferentemente do primeiro volume, que foi interpretado pelo multi-instrumentista estadunidense Mike Keneally, desta vez as músicas são performadas pela pianista japonesa Miho Arai, a qual ele conheceu em 2013, após ela performar uma de suas composições no dia de seu aniversário

## Faixas
- Todas as músicas foram compostas por Steve Vai;
- Todas as composições foram reduzidas para o piano por Miho Arai.

| N.º | Título                | Álbum Original                                 | Duração |  |
| 1.  | "Burning Rain"        | Alive in an Ultra World (2001)                 | 5:26    |  |
| 2.  | "Lotus Feet"          | Real Illusions: Reflections (2005)             | 6:43    |  |
| 3.  | "Lucky Charms"        | The Ultra Zone (1999)                          | 7:00    |  |
| 4.  | "Whispering a Prayer" | Alive in an Ultra World (2001)                 | 4:45    |  |
| 5.  | "The Silent Within"   | The Ultra Zone (1999)                          | 5:17    |  |
| 6.  | "The Moon And I"      | VaiTunes #2 (2010) / The Story of Light (2012) | 6:20    |  |
| 7.  | "For the Love of God" | Passion and Warfare (1990)                     | 8:37    |  |
| 8.  | "Blood And Glory"     | Alive in an Ultra World (2001)                 | 5:01    |  |
| 9.  | "Creamsicle Sunset"   | The Story of Light (2012)                      | 4:02    |  |
| 10. | "Dying For Your Love" | Real Illusions: Reflections (2005)             | 6:14    |  |
| 11. | "Feathers"            | Mystery Tracks – Archives Vol. 3 (2003)        | 6:06    |  |
| 12. | "The Story Of Light"  | The Story of Light (2012)                      | 5:30    |  |